# Llagunes (Soriguera)
|  | Aquest article és sobre el poble de Soriguera. Vegeu Llagunes (Pessonada) per a l'indret de la Conca de Dalt. |

Llagunes és un poble del terme municipal de Soriguera, a la comarca del Pallars Sobirà. Havia pertangut ja a l'antic municipi de Soriguera.
A ponent de la població, a la dreta del Riu de Llagunes i a l'esquerra del Barranc de Coma-sarrera es troben les ruïnes de la Mola del Sastre, antic molí fariner i bataner convertit en central hidràulica que donà llum a Llagunes entre els anys 20 del segle XX i el 1972.

## Localització
El poble és a llevant de la confluència del Barranc de Coma-sarrera amb el riu de Llagunes, a l'est del terme municipal i en un contrafort sud-occidental del Serrat de Santa Creu, al sud-oest dels Feners. Un branc de la carretera N-260, al seu pas pel Port del Cantó, és la seva principal via de comunicació.

## Etimologia
Segons Joan Coromines, Llagunes és un topònim romànic, format a partir del mot comú català llacuna (estany de petites dimensions), en la forma llaguna, fruit de la fonètica mossàrab.

## Geografia

### El poble de Llagunes
Llagunes està situat en un pla en el vessant sud-oest del Serrat de Santa Creu, a l'entorn del qual pren la forma d'una C, mantenint uns camps de conreu al mig. L'església de Sant Martí de Llagunes, parroquial, és al centre de la C, amb una petita plaça (l'antic cementiri) en el seu costat meridional. La resta, forma pràcticament un sol carrer, que ressegueix la forma del poble.

#### Les cases del poble[2]
| - Ca l'Agustí del Bosc - Cal Bosc - Cal Cílio - Cal Pere Bosc - L'era de Cal Mingo | - Cal Fèlix - Cal Ferrer - Cal Frare - Cal Collet | - Cal Guillem - Cal Guitard - Cal Janet - Cal Mingo | - Cal Marquet - La Rectoria - Cal Rei - Cal Tonico | - Cal Tonicoi - Cal Birbe - Cal Serrat - Cal Sant |

## Història

### Edat antiga
Els primers vestigis d'activitat humana documentat a Llagunes són al poblat medieval de Santa Creu, a un quilòmetre i mig al nord-est del nucli urbà. Estan datades entorn del 1500 aC, en un jaciment arqueològic trobat a la dècada dels 90 del segle xx, a 1.628 metres d'altitud (el més alt de tot Catalunya), que va ser ocupat des de l'edat de Bronze fins a l'alta edat mitjana, quan l'assentament es va desplaçar a l'actual emplaçament de Llagunes.

### Edat mitjana
Llagunes ja apareix documentat en l'acta de consagració de la catedral d'Urgell l'any 819. El 1014 el comte de Pallars, Guillem II, fa donació del poble a la seva germana Ermengarda.
L'any 1014 el lloc de Llagunes va ser donat com a dot pel comte de Pallars Sobirà, Guillem II de Pallars Sobirà, a Ermengarda, germana seva, casada amb el vescomte d'Urgell, Guillem Miró. Va formar part, com la major part de l'actual terme de Soriguera, del Vescomtat de Vilamur.

### Edat moderna
El 1553 Lagunes enregistrava 10 focs civils i 1 d'eclesiàstic (uns 55 habitants).

### Edat contemporània
Pascual Madoz dedica un article breu del seu Diccionario geográfico... a Llagunes. Diu Madoz que Llagunas és una localitat amb ajuntament situada al peu d'altes muntanyes i a la vora del rierol del Cantó. La combaten tots els vents, i el seu clima és fred i propens a inflamacions i pulmonies. Tenia en aquell moment 8 cases, una font de bona aigua i l'església parroquial de Sant Martí, que comprèn l'annex de Rubió. Les terres són fluixes, muntanyoses i pedregoses. S'hi collia blat, sègol, patates, mongetes i fenc. S'hi criava tota mena de bestiar, especialment vacum. Hi havia caça de perdius, conills i llebres, i s'hi pescaven truites. Comptava amb 3 veïns (caps de casa) i 91 ànimes (habitants).

## Demografia[7]
| 1857 | 1888 | 1900 | 1910 | 1920 | 1930 | 1940 | 1950 | 1960 | 1970 | 1981 | 1991 | 2000 | 2002 | 2004 | 2006 | 2008 | 2010 | 2011 |
| ---- | ---- | ---- | ---- | ---- | ---- | ---- | ---- | ---- | ---- | ---- | ---- | ---- | ---- | ---- | ---- | ---- | ---- | ---- |
| 133  | 98   | 85   | 104  | 101  | 124  | 86   | 82   | 57   | 39   | 22   | 24   | 54   | 54   | 45   | 45   | 49   | 54   | 55   |